# Trichinium chrysurus
Trichinium chrysurus är en amarantväxtart som beskrevs av Carl Daniel Friedrich Meisner och Horace Bénédict Alfred Moquin-Tandon. Trichinium chrysurus ingår i släktet Trichinium och familjen amarantväxter. Inga underarter finns listade i Catalogue of Life.